# Enfida
Enfida (in arabo النفيضة‎?) è una città della Tunisia, posta a nord di Susa.
Fa parte del governatorato di Susa ed è capoluogo della delegazione omonima. La città conta 9 981 abitanti.
La città venne costruita su un'area acquistata da una società francese, che la battezzò Enfidaville. Le autorità tunisine cercarono di bloccare la vendita dell'area e questo è considerato un fattore tra quelli che contribuirono alla decisione francese di instaurare il protettorato sulla Tunisia.
A nord di Enfida si trova la località di Henchir Chigarnia, corrispondente all'antica città romana di Uppenna, sede di un'antica diocesi. Il sito archeologico conserva le rovine di un'importante fortezza e di una basilica cristiana; i mosaici cristiani sono conservati oggi nel locale museo archeologico di Enfida (la foto presente in questa pagina; si tratta di un'ex chiesa cattolica sconsacrata e trasformata in museo).
Ad Enfida, durante la seconda guerra mondiale, si svolse (aprile e maggio 1943) l'ultima battaglia su suolo africano tra le truppe italo-tedesche e quelle anglo-americane.
Nei suoi pressi, dieci chilometri stradali a sud del centro città, si trova l'aeroporto internazionale di Enfida-Hammamet.